# Philétas
Vous lisez un « bon article » labellisé en 2010.
Pour les articles homonymes, voir Philétas (homonymie).
Philétas ou Philitas de Cos (vers 340-vers 285 av. J.-C.) est un érudit et un poète du début de l'époque hellénistique de la Grèce antique. Habitant Alexandrie, il vécut dans la seconde moitié du IVe siècle av. J.-C. et fut nommé précepteur de l'héritier du trône de l’Égypte ptolémaïque, le futur Ptolémée II. Il était mince et frêle ; Athénée le caricatura comme un érudit tellement plongé dans ses études qu'il en dépérit et en mourut.
Philétas fut le premier grand écrivain à la fois savant et poète. Sa réputation perdura pendant des siècles, sur la base de son étude pionnière des mots et de la métrique élégiaque. Sa liste de vocabulaire, Mélanges, décrit la signification des mots littéraires rares, y compris ceux qui avaient été utilisés par Homère. Sa poésie, notamment son poème élégiaque Déméter, était très respectée des poètes antiques. Toutefois, la plupart de ses œuvres ont été perdues.

## Biographie
Les sources antiques écrivent son nom de différentes façons. La graphie la plus ancienne attestée à Cos est Φιλίτας mais le dorien écrit anciennement Φιλήτας. La forme Φιλητᾶς n'est pas attestée avant l'époque romaine,.
La vie de Philétas est mal connue. D'après les sources anciennes, il serait originaire de Cos, île du Dodécanèse en mer Égée. Son élève Théocrite a écrit que le père de Philétas se nommait Télèphe (Τήλεφος) et sa mère, en supposant que le manuscrit ait été complété correctement, Euctione (Εὐκτιόνη). Selon sa biographie contenue dans la Souda, encyclopédie byzantine du Xe siècle, il serait né en -340 environ, et il aurait établi sa réputation à Cos en 309-308 av. J.-C. Lors des guerres des diadoques, qui suivirent la mort d’Alexandre le Grand et divisèrent son empire, Ptolémée Ier prit Cos à son rival, Antigone le Borgne, en -310, et son fils, Ptolémée II Philadelphe, y naquit en -308. C'était aussi l’un des lieux de villégiature favoris des hommes de lettres alexandrins.
Philétas fut nommé précepteur ou tuteur de Ptolémée II, ce qui laisse supposer qu’il s'installa à Alexandrie en -297/-296 pour enseigner la rhétorique, et rentra à Cos à la fin des années -290. Il a peut-être aussi eu comme élève Arsinoé II, sœur aînée de Ptolémée II. Les tuteurs des enfants royaux de la dynastie des Ptolémées qui succédèrent à Philétas furent également à la tête de la bibliothèque d'Alexandrie, mais on ignore si ce dernier occupa cette fonction. Philétas fut également le maître des poètes Hermésianax et Théocrite ainsi que du grammairien Zénodote. Revenu à Cos, il semble qu'il ait passé au moins dix années dans une confrérie d’intellectuels et de poètes, notamment avec Aratos, Hermésianax et Théocrite,.
Hermésianax décrivit une statue représentant « Philétas, chantant l'agile Bittis », qu'Ovide appela deux fois du nom de « Battis »[citation nécessaire]. On croit communément que Bittis ou Battis était la maîtresse de Philétas, et que Hermésianax se référait à de la poésie amoureuse ; une autre possibilité est que ce nom soit connoté dans le sens de « bavard », et qu'elle était une personnification humoristique de la passion de Philétas pour les mots.
Philétas était mince et frêle, et il mourut peut-être de dépérissement. Il semble qu'il soit mort à Cos, peut-être dans les années -280. Son élève Hermésianax écrivit que sa statue avait été érigée sous un platane par les habitants de Cos, le montrant comme « épuisé (par l'étude de) tous les mots et tous les dialectes ». Son contemporain Posidippe écrivit que Ptolémée II avait commandé un bronze de Philétas dans la vieillesse au sculpteur Hécatée, « il sʼest abstenu dʼy mêler un aspect héroïque, mais il a peaufiné avec tout son art le pointilleux vieillard, ». Élien, auteur romain du IIIe siècle cita avec scepticisme cette historiette : « Comme le vent, pour peu qu'il eut été violent, aurait pu le renverser, on dit qu'il avait la précaution de porter des chaussures garnies d'une semelle de plomb ».
Athénée, auteur grec du IIe siècle, écrivit que Philétas avait étudié si intensément de faux arguments et des mots erronés qu'il en avait dépéri et qu'il était mort de faim, et il ajouta que sur son épitaphe on pouvait lire :
« Ξεῖνε, Φιλίτας εἰμί· λόγων ὁ ψευδόμενός με

ὥλεσε καὶ νυκτῶν φροντίδες ἑσπέριοι »
Pour George Stock, cette histoire montrerait que Philétas était proche de l’École mégarique de philosophie, qui a cultivé et étudié les paradoxes et plus particulièrement le paradoxe du menteur : si quelqu'un dit « je mens », ce qu'il dit est-il vrai ou faux ? Il écrivit que Philétas était tellement obsédé par le paradoxe du menteur qu'il était mort d’insomnie, et il traduisit l'épitaphe comme suit :

« Je suis Philétas de Cos,
C’est le (paradoxe du) Menteur qui m'a fait mourir
Et les mauvaises nuits qu’il m'a causées. »

Une traduction plus littérale suggère que l'épitaphe inventée se moque de la manie de la précision du vocabulaire de Philétas :

« Étranger, je suis Philétas. Le mot mensonger et les soucis des soirées nocturnes m’ont détruit. »

## Œuvres

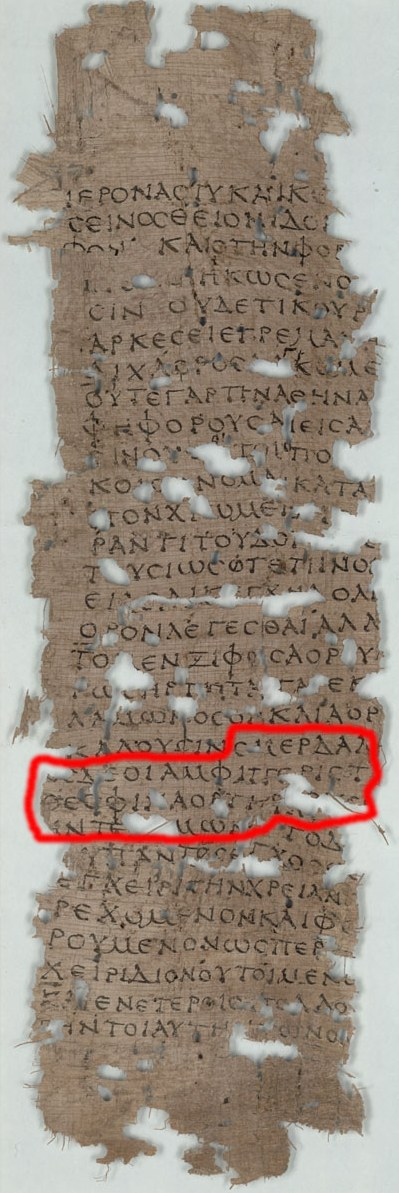
Sur les Dieux d'Apollodore, papyrus grec du, cite Déméter de Philétas tout en traitant de l'étymologie du mot (« épée » ou « lance »).

Philétas écrivit une liste expliquant la signification de mots rares du registre littéraire, de mots de dialectes locaux et des termes techniques, sans doute sous la forme d'un lexique. Cette liste, appelée Mélanges (Ἄτακτοι γλῶσσαι), a été perdue, mais il en reste quelques fragments cités par des auteurs postérieurs. Un exemple, cité par Athenaeus, est que le mot πέλλα signifiait « tasse de vin » dans la région grecque de Béotie ce qui contraste avec le sens de « seau de lait » de l’Iliade d'Homère. Hermeneia, un autre travail d'érudition, contenait probablement l’œuvre de Philétas avec une exégèse d’Homère et d'autres auteurs.
Une trentaine de fragments de la poésie de Philétas sont connus, ainsi que quatre titres précis :
- Déméter, œuvre la plus célèbre de Philétas, qui était composé de distiques élégiaques[20]. Ses quelques fragments conservés donnent à penser qu’il relate la recherche de Perséphone par Déméter[21]. Les fragments décrivent l'arrivée de Déméter à Cos et son accueil chaleureux par la famille royale des Méropides, hommes mesurant deux fois la taille normale, présentant ainsi le mythe fondateur d'un culte local de Déméter à Cos[5] ;
- Hermès était un poème épique, ou court récit mythologique, écrit en hexamètre. Il a la structure d'un hymne comprenant un récit racontant la visite d’Ulysse au roi Éole, gardien des vents et la liaison secrète d'Ulysse avec la fille du roi Polymèle[5] ;
- Paignia (Παίγνια) était divisé en deux. Ces poèmes ont une structure d’épigrammes et leurs thèmes comprennent l’érotisme. Le seul poème restant contient deux couplets élégiaques et possède une structure caractéristique de quelques chansons à boire[5] ;
- un seul des Épigrammes a été entièrement reconstitué[5].

Il a peut-être écrit le Télèphe, du nom d’un compagnon de Déméter.
Il ne reste que cinquante vers de Philétas dont voici un fragment cité dans la Collection d’histoires paradoxales, dont Antigone, son putatif auteur (souvent identifié avec Antigone de Caryste, un de ses contemporains), ne précise pas de quel ouvrage ils proviennent même si des preuves indirectes suggèrent Déméter. Ils montrent l’intérêt de Philétas pour les mots complexes :
« Γηρύσαιτο δὲ νεϐρὸς ἀπὸ ζωὴν ὀλέσασα
ὀξείης κάκτου τύμμα φυλαξαμένη »
« Le cerf peut chanter quand il a perdu la vie
s'il évite la piqûre du « cactus ». »
Selon Antigone, le « cactus » (κάκτος) était une plante épineuse de Sicile, et « quand un cerf marche dessus et est piqué, ses os restent silencieux et inutilisables pour des flûtes. C'est pour cette raison que Philétas en a parlé ». Antigone cite un passage de plus, et Stobée, anthologiste du Ve siècle, onze passages ; les fragments restants sont issus de commentateurs anciens qui citaient Philétas lors de l'examen de mots rares ou de noms utilisés par d'autres auteurs.

## Influence

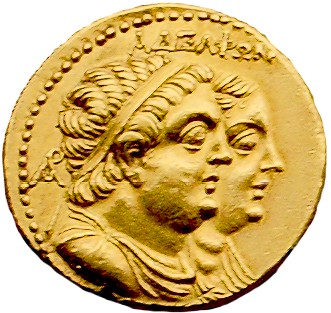
Pièce d'or du représentant Ptolémée II, mécène et ancien élève de Philétas et sa sœur et épouse Arsinoé II qui avait été peut-être aussi son élève.

Philétas était la figure intellectuelle la plus importante des premières années de la civilisation hellénistique. Il a gagné une reconnaissance instantanée à la fois dans la poésie et l'érudition littéraire et, autant qu'on le sache, a été la première personne appelée « poète autant qu’érudit » (ποιητὴς ἅμα καὶ κριτικός). En tant que tuteur de Ptolémée II, il est considéré comme ayant eu une grande influence sur le développement du Museion d’Alexandrie, une institution savante qui incluait la célèbre bibliothèque d'Alexandrie. Une statue le représentant a été érigée, éventuellement dans un Museion de Cos et son travail a été explicitement reconnu par Théocrite et Callimaque.
Sa réputation d’érudit fut connue pendant au moins un siècle. À Athènes, le dramaturge comique Strato fit des blagues qui supposaient que le public connaissait la liste de mots Mélanges de Philétas, et cette liste a été critiquée plus d'un siècle plus tard par le savant influencé par l’école homérique Aristarque de Samothrace dans son Contre Philétas (Πρὸς Φιλίταν). Le géographe Strabon dit de lui qu'il « s'illustra à la fois comme poète et comme critique, ».
Philétas est le premier écrivain dont les œuvres présentent les caractéristiques de la poésie hellénistique : variété, érudition, et utilisation des sources homériques dans des œuvres non épiques. Il a directement influencé les poètes hellénistiques majeurs comme Callimaque de Cyrène et Apollonios de Rhodes. Sa poésie a été mentionnée ou brièvement citée par son rival Callimaque et par d'autres auteurs antiques et sa réputation poétique a perduré pendant au moins trois siècles, les poètes augustéens l’identifiant à une grande œuvre élégiaque. Properce le liait à son rival dans ces couplets bien connus :
« Callimachi Manes et Coi sacra Philetae
in vestrum, quaeso, me sinite ire nemus »
« Esprit de Callimaque et sanctuaire de Philétas de Cos,
Permettez-moi de saisir votre bois sacré, je vous en supplie. »
Quintilien, orateur du Ier siècle, plaça Philétas après Callimaque au plus haut rang des poètes élégiaques. L’influence de Philétas a été trouvée ou présumée dans une grande série d’œuvres. Longus dans Daphnis et Chloé du IIe siècle présente un personnage vraisemblablement nommé d'après Philétas  et qui, sous les traits d'un vieux berger, joue le rôle d’éducateur à la passion amoureuse (il leur narre ainsi l’histoire d’Éros jouant dans son jardin pour les initier). Presque tout ce qu'il a écrit semble avoir disparu dans les deux siècles après sa mort. Il est donc peu probable que des écrivains postérieurs au IIe siècle av. J.-C. aient pu lire son œuvre mais seulement quelques-uns de ses vers.

## Publications
Les écrits de Philétas ont été édités par Spanoudakis avec des commentaires en anglais :
- (en) Konstantinos Spanoudakis, Philetas of Cos, Leyde, Brill, coll. « Mnemosyne, Supplements, 229 », 2002, 455 p. (ISBN 90-04-12428-4, lire en ligne)

Revue par Hopkinson et Sens, et aussi par Dettori (pour le lexique) et par Sbardella (pour la poésie), avec commentaires en italien :
- (it) Emanuele Dettori, Filita grammatico : Testimonianze e frammenti : introduzione, edizione e commento, Rome, Quasar, 2000 (ISBN 88-7140-185-9)
- (it) Livio Sbardella, Filita : Testimonianze e frammenti poetici : introduzione, edizione e commento, Rome, Quasar, 2000, 210 p. (ISBN 88-7140-182-4)

Les éditions antérieures sont :
- (la) Carol. Phil. Kayser, Philetae Coi Fragmenta, quæ reperiuntur, Gœttingue, Typis Barmeierianis, 1793 (OCLC 79432710)
- (la) Nicolaus Bachius (Bach), Philetae Coi, Hermesianactis Colophonii, atque Phanoclis Reliquiae, Halle-sur-Saale, Libraria Gebaueria, 1829 (OCLC 165342613)
- (la) Adelbertus Nowacki, Philitae Coi Fragmenta Poetica, Münster, Monasterii Westfalorum, 1927 (OCLC 68721017)
- (la) Wilhelm Kuchenmüller, Philetae Coi Reliquiae, Borna, Typis Roberti Noske, 1928 (OCLC 65409641)
- (la) Ernestus Maass, De tribus Philetae carminibus, Marbourg, N. G. Elwertum, 1895 (OCLC 9861455)